# Mario Vaquerizo Caro
Mario Vaquerizo Caro   (Lora del Río, 5 de juliol de 1974) és un cantant i periodista madrileny, i marit de la cantant Alaska.
Ha col·laborat en mitjans com El País de las Tentaciones, Vanidad, Primera Línea, Rolling Stone, In Touch, Canal+, La Razón o Vida sin Rock . L'any 1999 començà a treballar a la discogràfica Subterfuge, al departament de promoció. Entre els grups amb els quals ajudà a llançar discos hi havia Fangoria, el grup d'Alaska i Nacho Canut. Aquell va ser l'inici de la seva relació amb l'Alaska, la qual es va convertir en la seva parella i amb la qual es casà a Las Vegas al novembre d'aquell any, un matrimoni que només era vàlid a l'estat estatunidenc de Nevada.
És i ha estat representant o agent de premsa de Fangoria, Dover, Merche i Silvia Superstar, així com les actrius Elsa Pataky i Leonor Watling. A més, és el vocalista principal de Nancys Rubias, un grup de pop electrònic especialitzat en versions, on adopta el nom artístic de "Nancy Anoréxica" i que està format per Susie Pop ("La veritable Nancy Rubia", morta l'any 2008), Marta Vaquerizo ("Nancy O"), Juan Pedro ("Nancy Travesti") i Miguel ("Nancy Reagan"). Han publicat quatre discos amb Warner Music amb temes com "Sálvame", "Corazón de Hielo" o "Di que Sí".
Des de l'èxit del programa de telerealitat Alaska y Mario de MTV Espanya (en el qual es casà a Espanya amb Olvido) la seva popularitat augmentà, i Vaquerizo començà a participar en altres programes de televisió, com El hormiguero de Pablo Motos a Antena 3.

## Obra escrita
- Costus. I m a star.  Neverland Ediciones, 2008.
- Vaquerizo, Mario. Alaska.  La Máscara, 2001. ISBN 84-7974-455-3.
- Vaquerizo, Mario. Haciendo Majaradas.  Espasa, 2012. ISBN 9788467006773.

## Àlbums
- 2006: Nancys Rubias
- 2007: Gabba Gabba Nancys
- 2009: Una cita con Nancys Rubias
- 2011: Ahora o Nunca

## Senzills
- 2005: "Nancys Rubias" núm. 5 a la llista oficial de vendes.
- 2005: "Sálvame" núm. 6 a la llista oficial de vendes (8 setmanes a la llista, més de 10.200 còpies venudes).
- 2005: "Maquíllate" núm. 10 a la llista oficial de vendes.
- 2007: "Corazón de hielo" núm. 3 a la llista oficial de vendes. (quatre setmanes a la llista i més de 10.000 còpies venudes).
- 2007: "No estás curada" núm. 3 a la llista oficial de vendes.
- 2008: "Di que sí" núm. 2 a la llista oficial de vendes.
- 2009: "Glamazonia"
- 2011: "Peluquitas" Més de 200.000 visites a Youtube en un mes i mig.
- 2012: "Disco Nancy"
- 2019: "Emergencia Capilar", banda sonora de l'anunci publicitari de Pantene

## Televisió
- Des del 2011: Alaska & Mario
- Des del 2011: El Hormiguero 3.0
- Des del 2012: El programa de Ana Rosa
- 2012: La que se avecina. Un episodi[5]

## Filmografia
- 2012: Hotel Transylvania (Veu)